# 歌越駅

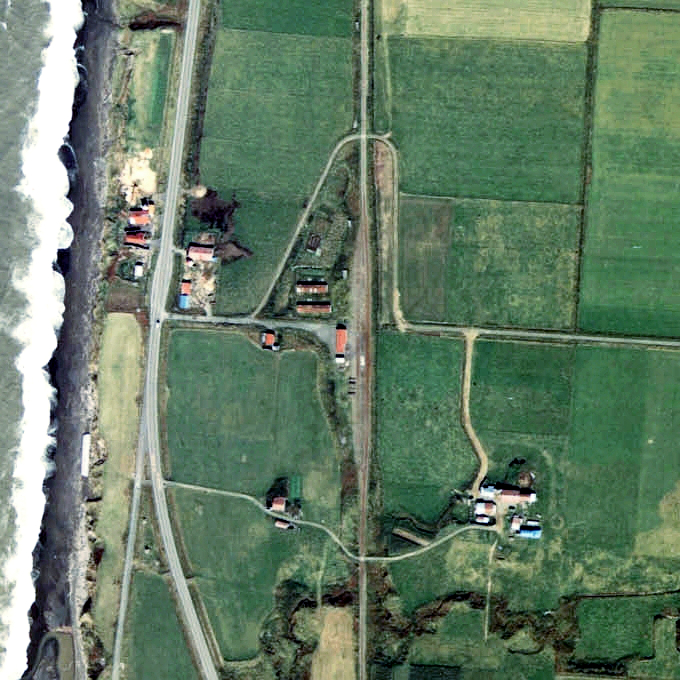
1977年の歌越駅と周囲約500m範囲。上が幌延方面。島式ホーム1面2線を持つが、既に無人駅でホーム外側本線が使用されている。駅舎側本線は撤去されていない。周囲は牧草地帯。

歌越駅（うたこしえき）は、かつて北海道天塩郡遠別町字歌越に設置されていた、日本国有鉄道（国鉄）羽幌線の駅（廃駅）である。電報略号はウア。事務管理コードは▲121625。
一部の普通列車は通過した（1986年（昭和61年）11月1日改定の時刻（廃止時の時刻表）で、下りのみ1本（急行「はぼろ」後継の主要駅停車列車。上りは停車）。）。

## 歴史
- 1958年（昭和33年）10月18日 - 日本国有鉄道（国鉄）羽幌線の初山別駅 - 遠別駅間延伸開通に伴い開業[4]。一般駅[1]。
- 1970年（昭和45年）9月7日 - 貨物・荷物の取り扱いを廃止し[1][5]、同時に無人駅化[6]。
- 1987年（昭和62年）3月30日 - 羽幌線の全線廃止に伴い、廃駅となる[1]。

### 駅名の由来
所在地名より。松浦武四郎の『西蝦夷日誌』に「ヲタコシベツ。名義ヲタクシベツにして、沙越る川といへり」とあり、アイヌ語の「オタクㇱペッ（ota-kus-pet）」（砂浜・を通っている・川）に由来すると推測されている。

## 駅構造
廃止時点で、島式ホーム片面使用の1面1線を有する地上駅であった。ホームは、線路の西側（幌延方面に向かって左手側）に存在した。かつては、島式ホーム1面2線を有する列車交換可能な職員配置駅であった。使われなくなった駅舎側の1線は、交換設備運用廃止後も側線として残っており、1983年（昭和58年）時点では留萌方、幌延方両側の転轍機も残存していたが、その後留萌方の転轍機と線路が途中まで撤去された。
無人駅（簡易委託駅）となっていたが、有人駅時代の木造モルタル塗りの駅舎が残っていた。駅舎は構内の北西側に位置し、ホーム北側とを結ぶ構内踏切で連絡した。また、駅前には職員用宿舎が2棟8戸存在した。

## 駅周辺
- 北海道道971号旭温泉旭線
- 国道232号（天売国道/日本海オロロンライン）

## 駅跡
駅舎や駅構内の施設は既に撤去され、現在は、牧場のサイレージ置き場になっている。また、1999年（平成11年）時点では職員用宿舎の廃屋が残存していた。
また、2010年（平成22年）時点では当駅 - 天塩金浦駅間にあったモオタオコシベツ川を渡る6本の橋脚を有するコンクリート橋がほぼ完全な形で残存し、2011年（平成23年）時点でも同様で橋梁上にはバラストや標識も確認できた。

## 隣の駅
日本国有鉄道
羽幌線
共成駅 - 歌越駅 - 天塩金浦駅